# Neukölln (dzielnica)
Neukölln, Berlin-Neukölln – dzielnica (Ortsteil) Berlina w okręgu administracyjnym Neukölln. Od 27 stycznia 1912 do 30 września 1920 samodzielne miasto, które dzień później wcielono w granice miasta. Do 1912 nazwa miasta brzmiała Rixdorf.
W latach 1899–1920 należy do rejencji rejencji poczdamskiej w prowincji Brandenburgia.
W dzielnicy znajduje się ratusz Neukölln.

## Transport
Przez dzielnicę przebiega linia U7 metra z następującymi stacjami:
- Hermannplatz
- Rathaus Neukölln
- Karl-Marx-Straße
- Berlin-Neukölln
- Grenzallee

linia U8 z następującymi stacjami:
- Hermannplatz
- Boddinstraße
- Leinestraße
- Berlin Hermannstraße

## Współpraca
- Anderlecht, Belgia
- Bat Jam, Izrael
- Kolonia, Niemcy
- Leonberg, Niemcy
- Marino, Włochy
- Wetzlar, Niemcy
- Hammersmith and Fulham, Wielka Brytania